# Kingsley Amis
Sir Kingsley William Amis CBE (16 tháng 4 năm 1922 - 22 tháng 10 năm 1995) là một tiểu thuyết gia, nhà thơ, nhà phê bình và giáo viên người Anh. Ông đã viết hơn 20 tiểu thuyết, 6 tập thơ, hồi ký, truyện ngắn, kịch bản phát thanh và truyền hình, và các tác phẩm phê bình xã hội và văn học. Ông nổi tiếng với các phim hài châm biếm như One Fat Englishman (1963), Ending Up (1974), Jake's Thing (1978) và The Old Devils (1986). Người viết tiểu sử của ông, Zachary Leader, đã gọi Amis là"tiểu thuyết gia truyện tranh hay nhất của Anh trong nửa sau của thế kỷ 20."Ông cũng là cha của tiểu thuyết gia Martin Amis. Năm 2008, The Times xếp ông đứng thứ chín trong danh sách 50 nhà văn vĩ đại nhất của Anh kể từ năm 1945.

## Cuộc đời và sự nghiệp
Kingsley Amis sinh ngày 16 tháng 4 năm 1922 tại Clapham, phía nam London, là con duy nhất của William Robert Amis (1889, 191963), một nhân viên bán hàng cho nhà sản xuất mù tạt Colman's ở Thành phố Luân Đôn và vợ Rosa Annie (nhũ danh Lucas). Ông bà Amis giàu có. Cha của William Amis, thương gia thủy tinh Joseph James Amis, sở hữu một biệt thự tên là Barchester tại Purley, sau đó là một phần của Surrey. Amis coi JJ Amis - luôn được gọi là"Pater"hoặc"Dadda"-"một người đàn ông ngốc nghếch, dễ bị kích động, ngớ ngẩn", người mà anh ta"không thích và bị đẩy lùi". Vợ của anh, Julia"là một sinh vật to lớn, đáng sợ, có khuôn mặt đầy lông... người mà [Amis] ghê tởm và sợ hãi. Cha mẹ của mẹ anh (cha cô là một nhà sưu tập sách nhiệt tình làm việc tại các trang phục của một quý ông, là"ông bà duy nhất [Amis] chăm sóc") sống tại Camberwell. Amis hy vọng được thừa hưởng phần lớn thư viện của ông nội, nhưng Amis chỉ được bà của anh cho phép lấy năm tập, với điều kiện anh phải viết rõ là lấy"từ bộ sưu tập của ông nội"trên mỗi tờ bìa.
Amis được nuôi dưỡng tại Norbury - theo ước tính sau này của anh ta"không thực sự là một địa điểm, đó là một biểu hiện trên bản đồ [-] thực sự tôi nên nói rằng tôi đến từ nhà ga Norbury." Năm 1940, Amise chuyển đến Berkhamsted, Hertfordshire. Ông được giáo dục tại Trường Thành phố Luân Đôn (như cha ông đã từng)  bằng một học bổng, sau năm đầu tiên, vào tháng 4 năm 1941, ông được nhận vào St John's College, Oxford, cũng bằng một học bổng, nơi ông đọc tiếng Anh. Chính tại đó, anh đã gặp Philip Larkin, người mà anh đã hình thành nên tình bạn quan trọng nhất của cuộc đời mình. Khi ở Oxford vào tháng 6 năm 1941, Amis đã gia nhập Đảng Cộng sản Anh  mặc dù ông đã bỏ chủ nghĩa cộng sản vào năm 1956, theo quan điểm của nhà lãnh đạo Liên Xô Nikita Khrushchev về việc ông Joseph Stalin đã phát biểu về sự tôn sùng cá tính và hậu quả của nó.). Vào tháng 7 năm 1942, ông được triệu tập để phục vụ quốc gia và phục vụ trong Quân đoàn Tín hiệu Hoàng gia. Ông trở lại Oxford vào tháng 10 năm 1945 để hoàn thành bằng cấp của mình. Mặc dù ông đã làm việc chăm chỉ và đứng đầu môn tiếng Anh vào năm 1947, nhưng sau đó ông đã quyết định dành phần lớn thời gian để viết.
Năm 1946 anh gặp Hilary Bardwell. Họ kết hôn vào năm 1948 sau khi cô mang thai đứa con đầu lòng của họ, Philip. Amis ban đầu sắp xếp cho cô phá thai, nhưng anh đổi ý, vì lo lắng cho sự an toàn của cô. Anh là một giảng viên tiếng Anh tại Đại học Đại học Swansea từ năm 1949 đến 1961. Hai đứa trẻ khác sau đó được sinh ra: Martin  vào tháng 8 năm 1949 và Sally vào tháng 1 năm 1954.
Vài ngày sau khi Sally ra đời, cuốn tiểu thuyết đầu tiên của Amis, Lucky Jim, đã được xuất bản để được hoan nghênh. Các nhà phê bình cảm thấy nó đã bắt được hương vị của nước Anh trong những năm 1950 và mở ra một phong cách hư cấu mới. Đến năm 1972, doanh số ấn tượng của nó ở Anh đã được khớp với 1,25 triệu bản bìa mềm được bán ở Hoa Kỳ. Nó được dịch sang 20 ngôn ngữ, bao gồm tiếng Ba Lan, tiếng Do Thái, tiếng Hàn và tiếng Serbo. Cuốn tiểu thuyết đã giành giải thưởng Somerset Maugham cho tiểu thuyết và Amis trở thành một trong những nhà văn được gọi là Angry young men. Lucky Jim là một trong những tiểu thuyết đầu tiên của trường Anh, tạo tiền lệ cho các thế hệ nhà văn sau này như Malcolm Bradbury, David Lodge, Tom Sharpe và Howard Jacobson. Là một nhà thơ, Amis được liên kết với Phong trào.